# 易祓
易祓（1156年—1240年），字彦章，一作字彦伟，又作彦祥，号山斋，湖南长沙宁乡巷子口镇巷市村人。南宋中后期学者，为孝宗、宁宗、理宗三朝重臣，与同郡汤璹、王容并称“长沙三俊”。与著名词人姜夔“折节交之”。著有《周易总义》二十卷、《周官总义》三十卷等。

## 生平
淳熙二年（1175年），易祓在太学读书。不久后就回到家中，他的妻子曾经寄给他一首词《一剪梅》“染泪修书寄彦章。贪做前廊，忘却回廊。功名成遂不还乡。石做心肠。铁做心肠。红日三竿懒画妆。虚度韶光。痩损容光。不知何日得成双。羞对鸳鸯。懒对鸳鸯”来呵责他。
易祓一直在太学读书十年，淳熙十二年（1185年）授予官职上舍释褐、补文林郎、昭庆军节度使掌书记。 
光宗绍熙五年（1194年），易祓被召入荆南帅幕。两个月后即授职太学正。
宁宗庆元二年十一月（1196年），易祓为秘书省正字。
庆元四年（1198年），易祓为校书郎，旋即又升为秘书郎。
庆元五年（1199年）七月，易祓为著作佐郎、起居舍人。十二月以著作佐郎兼实录院检讨官。
庆元六年二月（1200年），易祓为权右侍郎官，后又转奉议郎。八月，易祓为著作郎。九月，易祓出任知府江州。
嘉泰初（1121年），易祓在江州任职知府。
嘉泰三年（1123年），易祓被召赴行在所，又为员外郎、左侍郎官。
嘉泰四年四月（1124年），易祓为枢密院检详文字兼国史院编修官、实录院检讨官。同年七月，授职国子司业。
开禧元年六月（1205年），易祓任职中书舍人。八月，授职左司谏兼侍讲。
开禧二年（1206年），易祓任职礼部尚书兼直学士院，立即又落职与宫观。
开禧三年十一月（1207年），易祓得罪权贵被贬融州。
嘉定二年十二月（1209年），易祓在融州任职，撰有《真仙岩亭赋》。
嘉定四年（1211年），易祓撰写《易学举隅》四卷。后移全州居住。
嘉定八年（1215年），易祓曾为方信孺书写桂林世节堂扁额，磨崖石刻于龙隐岩。
嘉定九年七月（1216年），易祓从全州迁移到衡州，得到圣旨回归宁乡，中途经过祁阳县浯溪，有题浯溪诗刻石。
嘉定十三年（1220年），易祓官复原职。
理宗宝庆元年（1225年），易祓转职朝请大夫，还是在家中居住，实际上被闲置。
宝庆三年（1227年），理宗封易祓为宁乡县开国侯。
绍定元年（1228年），易祓撰成《周易总义》二十卷。
嘉熙四年三月二十日（1240年），易祓因病去世，寿年八十五岁。

## 作品
- 《周易总义》
- 《易学举隅》四卷
- 《周礼总义》三十卷
- 《禹贡疆理广记》六卷
- 《周礼释疑》
- 《汉南北军制》
- 《山斋集》

## 脚注
1. ↑  《文渊阁四库全书》中的《氏族大全》卷二十一：“易袚，字彦伟，长沙人。工小词。”
2. ↑  王鳌《姑苏志》卷五十一：“汤璹字君宝，本浏阳人，淳熈中第进士。与王容、易祓号‘长沙三俊’”
3. ↑  周密《齐东野语》卷十二《姜尧章自叙》载姜夔自称：“金陵吴公及吴德夫、项平甫、徐子渊、曾幼度、商翚仲、王晦叔、易彦章之徒，皆当世俊士，不可悉数，或爱其人，或爱其诗，或爱其文，或爱其字，或折节交之。”
4. ↑  南宋科举状元有两种，一为制科殿试第一名的状元；一为太学上舍考试优等释褐的状元，称“释褐状元”，其恩例与殿试状元相同。李心传《建炎以来朝野杂记》甲集卷十三《释褐状元恩例》记载：“旧制，太学上舍生积校以优，而舍试又入优等者，就化原堂释褐，号褐状释元，例补承事郎、太学正、录。淳熙初，郑鉴自明由此选，不四年而为著作郎补郡。自明数言事，上甚喜，久而稍厌之。六年，刘纯叟尧夫复以解褐除国子正。时王仲行为兵部尚书，奏言：‘今两优释褐，初除京秩，即授学官，视状元制科恩数过之，事理不当。乞先与外任。’时知滁州张商卿亦言：‘今中上舍为学官，不数年便可作监司、郡守、狱讼、财赋非所素习，莫能保其不缪，乞先注职官。’上然之。十月丙申，诏与殿试第二人恩例。”
5. ↑  清朝同治六年刊印《续修宁乡县志》中的《宋封开国男礼部尚书易祓墓志》：“祓弱冠乡举游太学，工词赋，淳熙乙巳释褐，依殿试第一人恩例，初仕文林郎昭庆军节度使掌书记。”。明朝彭大翼《山堂肆考》卷八十四“淳熙状元”条：易袚“孝宗淳熙乙巳状元及第。”
6. ↑  清朝同治六年刊印《续修宁乡县志》中的《宋封开国男礼部尚书易祓墓志》：“甲寅，入荆南帅幕。两月，除太学正。”宋朝曹彦约《昌谷集》卷二有《送易彦章以太学正召》诗：“涵养书生二百春，为渠文物有经纶。只今领袖贤关地，畴昔锱铢舍法人。吾道年来多落落，士风从此却彬彬。不应小折陈蕃角，谩谓朝家弃直臣
7. ↑  清朝同治六年刊印《续修宁乡县志》中的《宋封开国男礼部尚书易祓墓志》：“丙辰，召试馆职，除正字”
8. ↑  清朝同治六年刊印《续修宁乡县志》中的《宋封开国男礼部尚书易祓墓志》：“丁巳，磨勘转宣教郎。十月，除秘书郎”
9. ↑  清朝同治六年刊印《续修宁乡县志》中的《宋封开国男礼部尚书易祓墓志》：“己未七月，除著作郎兼实录院检讨官，权起居舍人”
10. ↑  清朝同治六年刊印《续修宁乡县志》中的《宋封开国男礼部尚书易祓墓志》：“庚申二月，权右侍郎官，进天圣日历会要，转奉议郎。壬戌，磨勘[转]承议郎。八月，除著作郎。九月，补外，知江州。磨勘转朝奉郎”
11. ↑  诗人度正在江州拜谒易祓时有《谒江州易彦章》诗：“经帷谏阁竟云何，且著莲花峰下幺。书院凄凉安处问，庐山突兀为谁高。依依松柏经年好，泛泛莺花逐日过。万世清芬悬日月，元来得失一毫毛”
12. ↑  清朝同治六年刊印《续修宁乡县志》中的《宋封开国男礼部尚书易祓墓志》：“癸亥三月，召赴行在所。奏对，除员外郎。除左侍郎官。”
13. ↑  清朝同治六年刊印《续修宁乡县志》中的《宋封开国男礼部尚书易祓墓志》：“甲子三月，除枢密院检讨官。四月，磨勘转朝散郎兼国史院编修官兼实录馆检讨官。七月，除国子司业。”
14. ↑  清朝同治六年刊印《续修宁乡县志》中的《宋封开国男礼部尚书易祓墓志》：“乙丑六月，权中书舍人，直学士院。八月，除左司谏兼侍讲。九月，进呈《高庙御集》，转朝请郎。”
15. ↑  清朝同治六年刊印《续修宁乡县志》中的《宋封开国男礼部尚书易祓墓志》：“丙寅三月，进讲《论语》称旨，转朝奉大夫。除右谏议大夫，磨勘转朝散大夫。七月，除礼部尚书兼直学士院，充明堂大祀桥桢递使。九月，入祠，提举江州兴国宫。”
16. ↑  周密《齐东野语》卷十一《苏师旦麻》：苏师旦将建节，学士颜棫、莫子纯皆莫肯当制。易祓彦章为枢密院检详文字，师旦为都承旨，祓与之昵，欣然愿任责。遂以国子司业兼两制，竟为师旦草麻，极其谀佞。至用前人旧对所为有文事，有武备，无智名，无勇功者，盖以孔子比之，子房不足道也。既宣布，物论哗然，亟擢祓左司谏。诸生为之语曰：“阳城毁裴延龄之麻，由谏官而下迁于司业；易祓草苏师旦之制，由司业而上擢于谏官”。既而韩诛，苏得罪，祓遂远贬。
17. ↑  元胡一桂《周易本义启蒙翼传》中篇云：“易袚《易学举隅》四卷，嘉定四年三月朔自题其书”
18. ↑  清朝同治六年刊印《续修宁乡县志》中的《宋封开国男礼部尚书易祓墓志》：“谪融州，移全州”
19. ↑  明张鸣凤《桂胜》卷二：“嘉定八年二月吉，莆田方信孺新桂林西漕台厅事为世节堂，长沙易袚书扁，磨崖于龙隐岩。”
20. ↑  《八琼室金石补正》卷九十二载易祓诗云：“湘江东西直浯溪，上有十丈中兴碑。谁凿丰碑镇山曲，涨边美人美如玉。想当歌颂大业时，胸蟠星斗光陆离。……野叟蒙头看打碑，君其问诸水边石。”诗后题识云：“长沙易祓，还自清湘。道出浯溪，□舟崖下，怀古兴思，辄缀数语，以识我山丘□愿。长沙贺廷彦始安、欧阳诚同□男□侍行。嘉定九年七月旦书。”题识之后有陆增祥按语云：“右易祓诗，在摩崖右凹下，近始从沙土中掘出。瞿、宗两家均未之见也。”
21. ↑  清朝同治六年刊印《续修宁乡县志》中的《宋封开国男礼部尚书易祓墓志》：“庚辰，六十五岁，复原官，提举太平兴国宫”
22. ↑  清朝同治六年刊印《续修宁乡县志》中的《宋封开国男礼部尚书易祓墓志》：“乙酉，转朝请大夫，提举玉龙万寿宫”
23. ↑  清朝同治六年刊印《续修宁乡县志》中的《宋封开国男礼部尚书易祓墓志》：“丁亥，郊恩转朝议大夫。封宁乡县开国侯，食邑一千户。”
24. ↑  《文渊阁四库全书》中《周易总义》陈章：“绍定戊子夏四月旦门人陈章谨序”